# Жижія
Жи́жія (Жежія; рум. Jijia) — річка в Україні (витоки) та Румунії. Права притока Пруту (басейн Дунаю). 

## Опис
Довжина 275 км, площа басейну 5757 км². Снігово-дощове живлення, навесні висока повінь. Влітку сильно міліє. Несудноплавна. 

## Розташування
Бере початок на схід від села Турятка (Глибоцький район, Чернівецька область), за кілька кілометрів від кордону з Румунією, на висоті 410 м над рівнем моря. Протікає територією Буковини й Румунської Молдові, зокрема повітів Ботошані і Ясси. 
Тече здебільшого Передкарпатською рівниною. У низині впродовж 70 км протікає паралельно Пруту, в долині з широкою заболоченою заплавою. Впадає у Прут на захід від молдовського міста Ніспорени. 
На Жижії — місто Дорогой. 
Головні притоки: Ситна, Мілетин, Бахлуй (праві).
| Річка | Це незавершена стаття про річку. Ви можете допомогти проєкту, виправивши або дописавши її. |